# Diego Alves
Diego Alves Carreira (Río de Janeiro, Estado de Río de Janeiro, Brasil, 24 de junio de 1985) es un exfutbolista brasileño que jugaba como guardameta. Ha destacado por su habilidad para detener tiros de penalti, siendo el máximo atajador de este tipo de lanzamiento en la historia de la Primera División de España, con 22 paradas.

## Trayectoria

### Atlético Mineiro
Inició su carrera en el año 2004 como jugador del equipo juvenil del Atlético Mineiro y en mayo de 2005 debutó como portero del primer equipo.
Estuvo en el plantel del Galo cuando el cuadro de Belo Horizonte perdió la categoría en 2005, por primera y única vez en la historia del club. Sin embargo, la recuperación fue rápida, y el club volvió a la Serie A en su primer intento, como campeón de la Serie B brasileña en 2006. Diego Alves fue una de las figuras principales del equipo. Al año siguiente, Diego Alves fue campeón del Campeonato Mineiro.

### UD Almería
En el año 2007 fichó por la Unión Deportiva Almería del técnico Unai Emery. Al principio de la temporada no jugó, solo en Copa frente al Levante el 14 de noviembre, pero una cláusula en el contrato de David Cobeño, cedido por el Sevilla y hasta entonces titular, en el que no se le permitía jugar contra su equipo le hizo debutar en Primera división el 1 de diciembre de 2007 en el partido contra el Sevilla, convirtiéndose en el primer portero brasileño en jugar en la máxima categoría del fútbol español. La titularidad volvió a Cobeño pero tan sólo dos semanas después éste fue expulsado en un partido ante el Betis Diego Alves se ganó la titularidad en el conjunto almeriense. Esa campaña 2007/08 logró estar 617 minutos imbatido, y detuvo dos penaltis: a Kanouté (Sevilla) y a Víctor (Valladolid). En total disputó 24 partidos. 
La temporada 2008-09 fue ya titular indiscutible y detuvo otros dos penaltis, esta vez a Yeste (Athletic) y a Edú (Betis). Disputó 31 partidos. 
En la 2009-10 detuvo tres penaltis: a Cristiano Ronaldo (Real Madrid), Nekounam (Osasuna) y Fernando Llorente (Athletic) y jugó 37 encuentros.
En su cuarta temporada en Almería, la 2010-11, disputó 33 partidos y volvió a parar tres penaltis: a San José (Athletic), a Kanouté (Sevilla) y a Adrián (Racing). Esa temporada el equipo desciende de categoría pero el guardameta brasileño tenía acordado su traspaso al Valencia CF.

### Valencia CF
En enero de 2011 se acordó su fichaje por el Valencia Club de Fútbol a cambio de 3 millones de euros hasta 2015, aunque no se hizo oficial hasta junio. Llegaba para suplir la salida del club de César Sánchez y para competir por la titularidad con el valenciano Vicente Guaita, que partió como titular del equipo en la Liga, pero Diego Alves fue el guardameta escogido por el técnico Unai Emery para disputar la Liga de Campeones, y fue en esta competición donde debutó en partido oficial con el Valencia, concretamente el 13 de septiembre de 2011 frente al KRC Genk, salvando al equipo de la derrota. El 1 de febrero de 2012, en la ida de semifinales de Copa detuvo su primer penalti defendiendo la portería del Valencia, y lo hizo a Lionel Messi. En el conjunto de la temporada 2011-12 disputó 30 encuentros oficiales repartidos entre 12 en Liga, 6 en Liga de Campeones, 6 en Europa League y 6 en Copa, llegando a las semifinales en estas dos últimas competiciones.

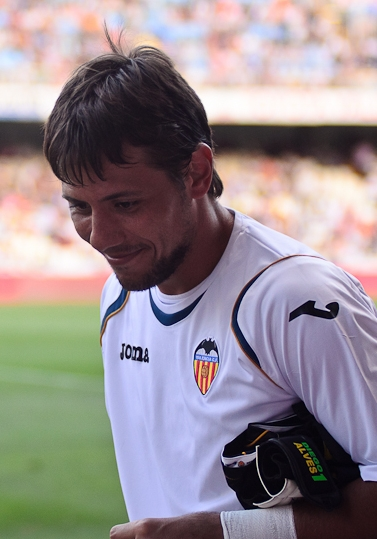
Diego Alves en el Valencia CF en 2011.

El 28 de julio de 2012 en el Trofeo Naranja ante el Oporto se convirtió en protagonista al no encajar ninguno de los cuatro lanzamientos de la tanda de penaltis, deteniendo dos de ellos y alguno incluso de forma acrobática. Su fama de "para-penaltis" iba en aumento, y más aún tras detener el 19 de septiembre su segundo penalti como valencianista, esta vez a Mario Mandžukić del Bayern de Múnich en los minutos de descuento. Durante la temporada 2012/13 siguió pugnando por la titularidad con Guaita, siendo esta vez el portero titular de la Liga para el técnico argentino Mauricio Pellegrino, pero luego Ernesto Valverde ideó alternar dos titularidades consecutivas para cada portero. Ninguno de los dos logró tener continuidad, en ocasiones debido a problemas físicos. En total Alves disputó 28 encuentros oficiales durante la temporada.
El verano de 2013 se antojaba decisivo sobre la continuidad de uno de los dos porteros pero finalmente ambos continuaron y empezó la temporada 2013-14 con la titularidad de Diego Alves por decisión del técnico Miroslav Djukic. También fue titular con el argentino Juan Antonio Pizzi, pero una lesión le hizo ceder la titularidad a Guaita durante seis jornadas. Esta lesión también le impidió perderse la histórica remontada frente al Basilea en los cuartos de final de la Europa League, aunque sí pudo disputar el amargo partido de vuelta de semifinales frente al Sevilla en Mestalla, dejando al club a un instante de disputar la final de un campeonato europeo. En total disputó 35 partidos oficiales esta temporada, deteniendo tres penaltis más: a Diego Costa (Atlético), a Rakitić (Sevilla) y Bezjak (Ludogorets). 
Con el club en pleno proceso de cambio de propietario, y quedándole solo un año más de contrato, el club le ofreció la renovación y el brasileño aceptó ampliar su contrato hasta 2019 con una ficha aproximada de 1,5 millones de euros netos por temporada. Tras tres temporadas disputando el puesto con Guaita el club firmó al guardameta Yoel que adquiriría el rol de suplente mientras Diego Alves se convertía en el segundo capitán del equipo junto a Dani Parejo. Esta temporada 2014/15 el club dirigido por Nuno Espírito Santo alcanzó de nuevo los disputados puestos de Liga de Campeones con unos números nunca vistos, como por ejemplo mantener la portería imbatida como local durante 677 minutos (desde la jornada 20.ª a la 35.ª). Además siguió sumando penaltis detenidos, esta temporada cuatro, a Siqueira (Atlético), Orellana (Celta), Bacca (Sevilla) y Cristiano (Real Madrid). Disputó 37 de los 38 encuentros de la temporada liguera, con la desgracia de sufrir una grave lesión en la decisiva última jornada ante el Almería, el 23 de mayo de 2015, que le hizo pasar por el quirófano y estar ocho meses de baja.
El verano de 2015 el club incorporó al guardameta australiano Mathew Ryan para suplir la baja de Alves, y partió como titular pero también sufrió una lesión y dio la oportunidad de debutar con el primer equipo a Jaume Domènech, que fue el portero del equipo hasta que el 13 de febrero de 2016 Diego Alves volvió a la titularidad frente al Espanyol en la 24.ª jornada. Justo en ese encuentro se puso fin a la segunda peor racha de derrotas del equipo en toda su historia con 12 jornadas consecutivas sin ninguna victoria. El brasileño disputó casi todos los encuentros restantes de la temporada, sumando un total de 13 partidos. 
La campaña 2016-17 se antojaba complicada. Su relación con la prensa no era la mejor, el vestuario andaba revuelto, el club necesitaba reducir gastos al no disputar ninguna competición europea y parecía apostar más por los jóvenes Ryan y Jaume. No llegó ninguna propuesta del agrado del brasileño, así que tras no poder darle salida y no estar ni siquiera convocado en las dos primeras jornadas por Pako Ayestaran, en la 3.ª jornada es convocado y titular. El rocambolesco inicio de temporada mantuvo a Alves como titular todo el año para Prandelli y para Voro, hasta que el técnico valenciano, con el objetivo de la permanencia ya conseguido, optó por dar la titularidad en las tres últimas jornadas a Jaume. El club encajó muchos goles en una de las temporadas más desastrosas de su historia, pero aun así Diego Alves agrandó su leyenda con los penaltis al detener seis lanzamientos en una misma temporada, algo nunca visto en el fútbol español. Detuvo disparos de Szymanowski (Leganés), Griezmann y Gabi (Atlético), Vela (Real Sociedad), Fajr (Deportivo) y finalmente Cristiano (Real Madrid) en el que sería su último partido como valencianista, con 33 encuentros disputados esta campaña.
Con la llegada de Marcelino García Toral al banquillo valencianista en verano de 2017, y tras reunirse con Voro, se decidieron una serie de cambios en la plantilla y uno de los descartados era Diego Alves, que conocedor de la decisión buscó un club de su agrado, y antes de incorporarse al equipo se acordó su traspaso a Flamengo por 350 000 euros.

### Flamengo

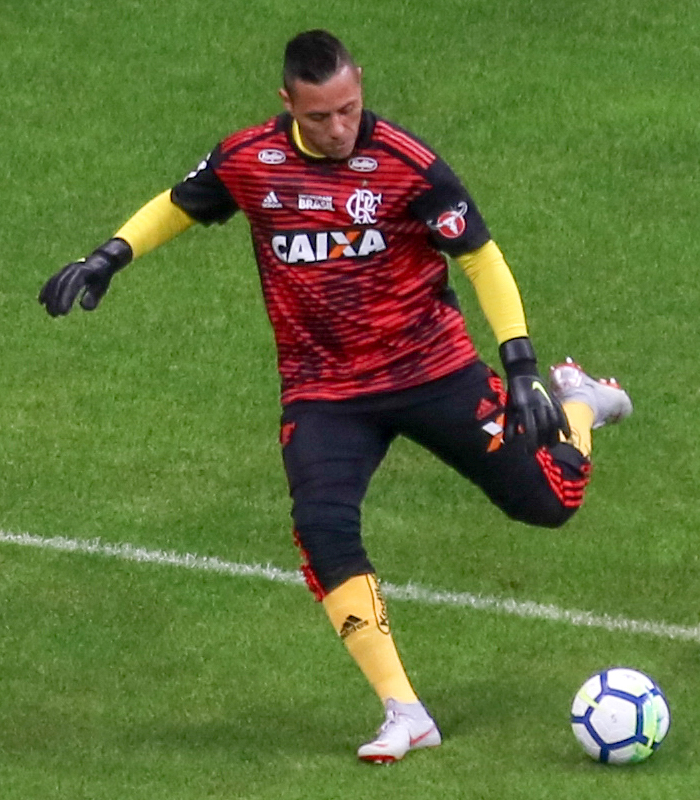
Diego Alves con el Flamengo en 2018.

En verano de 2017, con 32 años, diversas fuentes de conflicto en el vestuario y con la grada, hicieron al club tomar la decisión de traspasar al guardameta y el destino final fue el Clube de Regatas do Flamengo por una cifra cercana al medio millón de euros y firmando un contrato de tres años y medio.

### Celta de Vigo
Fue fichado el 8 de febrero de 2023 por el Celta de Vigo tras finalizar su contrato con Flamengo. Esta incorporación se produjo tras la lesión sufrida por Agustín Marchesín que lo tendría alejado de los terrenos de juego el resto de la temporada. Sin embargo, se lesionó de su rodilla y se mantuvo alejado de los terrenos de juego. El 15 de abril rescindió su contrato sin haber disputado un solo minuto.

## Selección nacional
Fue jugador de la selección brasileña sub-20 que disputó la Copa América en Colombia y la Copa Mundial de Fútbol Sub-20 en Países Bajos en el año 2005. También llegó a ser incluido en la primera lista de los convocados por el seleccionador Dunga para el equipo que terminó conquistando la Copa América en 2007. En marzo de 2008 fue convocado con la selección para disputar un amistoso ante Suecia pero no debutó, a partir de ahí fue fijo en las convocatorias. Fue uno de los 18 convocados para disputar los Juegos Olímpicos de 2008 en Pekín obteniendo, a pesar de no jugar ningún partido, la medalla de bronce.
Hizo su debut en partido amistoso con la selección absoluta el 10 de noviembre de 2011 ante Gabón, de la mano del seleccionador Mano Menezes. Tres días después volvió a ser el arquero en otro amistoso ante Egipto. Entre septiembre y noviembre de 2012 Menezes vuelve a convocarle para disputar cinco amistosos, esta vez en Brasil frente a Sudáfrica y China, y como visitante frente a Irak, Japón y Colombia.
No volvió a ser convocado hasta que pasó a ser titular indiscutible en el Valencia en 2014, y fue entonces en noviembre cuando el seleccionador Dunga para disputar dos partidos amistosos frente a Turquía y Austria. En mayo de 2015 fue convocado para disputar la Copa América 2015, pero una grave lesión en la última jornada del campeonato de Liga le hizo perder el campeonato y le mantuvo ocho meses de baja médica. 
Con la estela de "para-penaltis" regresó a la selección de la mano de Tite en junio de 2017 disputando un amistoso frente a Australia. Sin embargo, no fue considerado para disputar la cita del Mundial 2018.

## Clubes
- Actualizado el 8 de febrero de 2023.[37]

| Club                | País   | Año       | Partidos |
| ------------------- | ------ | --------- | -------- |
| Atlético Mineiro    | Brasil | 2004-2007 | 61       |
| U. D. Almería       | España | 2007-2011 | 123      |
| Valencia C. F.      | España | 2011-2017 | 175      |
| C. R. Flamengo      | Brasil | 2017-2022 | 216      |
| R. C. Celta de Vigo | España | 2023      | 0        |

## Palmarés

### Campeonatos regionales
| Título             | Club             | País           | Año  |
| ------------------ | ---------------- | -------------- | ---- |
| Campeonato Mineiro | Atlético Mineiro | Minas Gerais   | 2007 |
| Campeonato Carioca | C. R. Flamengo   | Río de Janeiro | 2019 |
| Campeonato Carioca | C. R. Flamengo   | Río de Janeiro | 2020 |

### Campeonatos nacionales
| Título              | Club             | País   | Año  |
| ------------------- | ---------------- | ------ | ---- |
| Serie B             | Atlético Mineiro | Brasil | 2006 |
| Serie A             | C. R. Flamengo   | Brasil | 2019 |
| Supercopa de Brasil | C. R. Flamengo   | Brasil | 2020 |
| Serie A             | C. R. Flamengo   | Brasil | 2020 |
| Supercopa de Brasil | C. R. Flamengo   | Brasil | 2021 |
| Copa de Brasil      | C. R. Flamengo   | Brasil | 2022 |

### Títulos internacionales
| Título              | Club           | Sede           | Año  |
| ------------------- | -------------- | -------------- | ---- |
| Copa Libertadores   | C. R. Flamengo | Lima           | 2019 |
| Recopa Sudamericana | C. R. Flamengo | Río de Janeiro | 2020 |
| Copa Libertadores   | C. R. Flamengo | Guayaquil      | 2022 |

### Distinciones individuales
| Distinción                                                          | Año  |
| ------------------------------------------------------------------- | ---- |
| 44.º Trofeo Guará al jugador revelación                             | 2006 |
| Trofeo Globo Minas al mejor portero del Campeonato Mineiro          | 2007 |
| Trofeo Tele Santana al mejor portero brasileño                      | 2008 |
| Incluido en el Once Ideal de la Liga BBVA del Mes de enero          | 2015 |
| Incluido en el once ideal de la Liga BBVA del mes de mayo           | 2015 |
| Jugador de la fecha 36 de la Liga BBVA                              | 2015 |
| Mejor parada de la Liga BBVA 2014/15 según encuesta de Diario Marca | 2015 |